# Джол-Сай
Джол-Сай (кирг. Жол-Сай) — село в Аксыйском районе Джалал-Абадской области Кыргызстана. Входит в состав Кызыл-Тууского айылного аймака.

## География
Село расположено в центральной части области, на берегах реки Коджо-Ата (правый приток реки Кара-Суу), на расстоянии приблизительно 27 километров (по прямой) к северо-востоку от города Кербен, административного центра района.

## Население
Согласно оценочным данным Национального статистического комитета Кыргызской Республики, численность населения села на начало 2023 года составляла 1508 человек.
| год     | 2009 | 2014 | 2015 | 2020 | 2021 | 2023 |
| ------- | ---- | ---- | ---- | ---- | ---- | ---- |
| человек | 1154 | 1393 | 1366 | 1503 | 1508 | 1508 |